# یوری لوونتهال
یوری لاونتال (انگلیسی: Yuri Lowenthal؛ زادهٔ ۵ مارس ۱۹۷۱) یک هنرپیشه اهل ایالات متحده آمریکا است. وی از سال ۱۹۹۱ میلادی تاکنون مشغول فعالیت بوده‌است.
از فیلم‌ها یا برنامه‌های تلویزیونی که وی در آن نقش داشته است می‌توان به ۶ ابرقهرمان و بن تن اشاره کرد.